# Iain Banks
Iain Menzies Banks sau Iain Banks (n. 16 februarie 1954 la Dunfermline, Fife în Scoția d. 9 iunie 2013) este un scriitor britanic. Semnează ca Iain M. Banks când scrie literatură science fiction și ca Iain Banks când scrie romane mainstream. 
Debutul lui Iain Banks s-a produs în 1984 cu romanul The Wasp Factory, al cărui succes l-a determinat să devină scriitor full-time. Prima sa carte SF, Spectrul lui Phlebas, a fost publicată în 1987 și a marcat începutul popularei serii Cultura. Cărțile sale au fost adaptate pentru teatru, radio și televiziune. În 2008, The Times l-a inclus pe Banks în lista "Celor mai mari 50 de scriitori britanici din 1945 până în prezent". În aprilie 2013, Banks a anunțat că suferă de cancer neoperabil și că mai are de trăit mai puțin de un an. A decedat pe 9 iunie 2013.

## Tinerețea
Banks s-a născut la Dunfermline, Fife, fiind singurul copil al unei patinatoare și al unui ofițer în marina britanică. Până la vârsta de 9 ani a copilărit în North Queensferry, lângă docurile navale din Rosyth unde lucra tatăl său. Îndatoririle profesionale ale acestuia au silit familia Banks să se mute ulterior la Gourock, unde Iain a studiat la instituțiile de învățământ Gourock și Greenock. Între 1972 și 1975, Banks a studiat engleza, filozofia și psihologia la Universitatea Stirling.
După absolvire, Banks a schimbat o serie de slujbe care îi permiteau să aibă seara liberă pentru scris. Câștigurile realizate i-au permis să se ocupe de scris și să facă pauze lungi între contracte, în timpul cărora călătorea prin Europa, Scandinavia și America de Nord. Printre posturile ocupate s-au numărat cele de analist la IBM, tehnician (la British Steel) și funcționar la Chancery Lane, o firmă de avocatură londoneză.

## Cariera

### Cariera scriitoricească
Banks s-a hotărât să devină scriitor la vârsta de 11 ani și a terminat primul său roman, The Hungarian Lift-Jet, la 16 ani. Al doilea roman, TTR, l-a scris în timpul primului an de studiu la Universitatea Stirling.
Primul roman publicat a fost The Wasp Factory (1984), iar succesul acestuia l-a îndemnat să devină scriitor full-time. Editorul său de la Macmillan, James Hale, l-a sfătuit să scrie o carte pe an, planificare cu care Banks a fost de acord.
Primul său roman SF a fost, Spectrul lui Phlebas, a fost publicat în 1987. Romanul The Crow Road (1992) a fost ecranizat într-un serial de televiziune de la BBC, iar Espedair Street (1987) a fost difuzat la BBC Radio 4. Banks a menționat printre influențele sale literare pe Robert A. Heinlein, Isaac Asimov, Arthur C. Clarke, Brian Aldiss, M. John Harrison și Dan Simmons.
Banks a publicat sub două nume. Părinții săi intenționau să-l numească "Iain Menzies Banks", dar tatăl său a făcut o greșeală când i-a înregistrat nașterea și numele oficial a rămas "Iain Banks". În ciuda acestei erori, Banks a continuat să-și folosească al doilea prenume și a predat editurii romanul The Wasp Factory sub numele "Iain M. Banks". Editorul său l-a chestionat cu privire la posibilitatea renunțării la 'M', care dădea un aer pretențios și putea crea confuzii cu romanciera romantică Rosie M. Banks prezentă în seria Jeeves a lui P. G. Wodehouse. Banks a fost de acord cu omisiunea. După ce a publicat trei romane mainstream, editorii său au fost de acord să-i publice primul roman SF, Spectrul lui Phlebas. Pentru a diferenția romanele sale mainstream de cele SF, Banks a sugerat reintroducerea 'M'-ului în nume și, astfel, a luat naștere al doilea nume sub care a publicat.

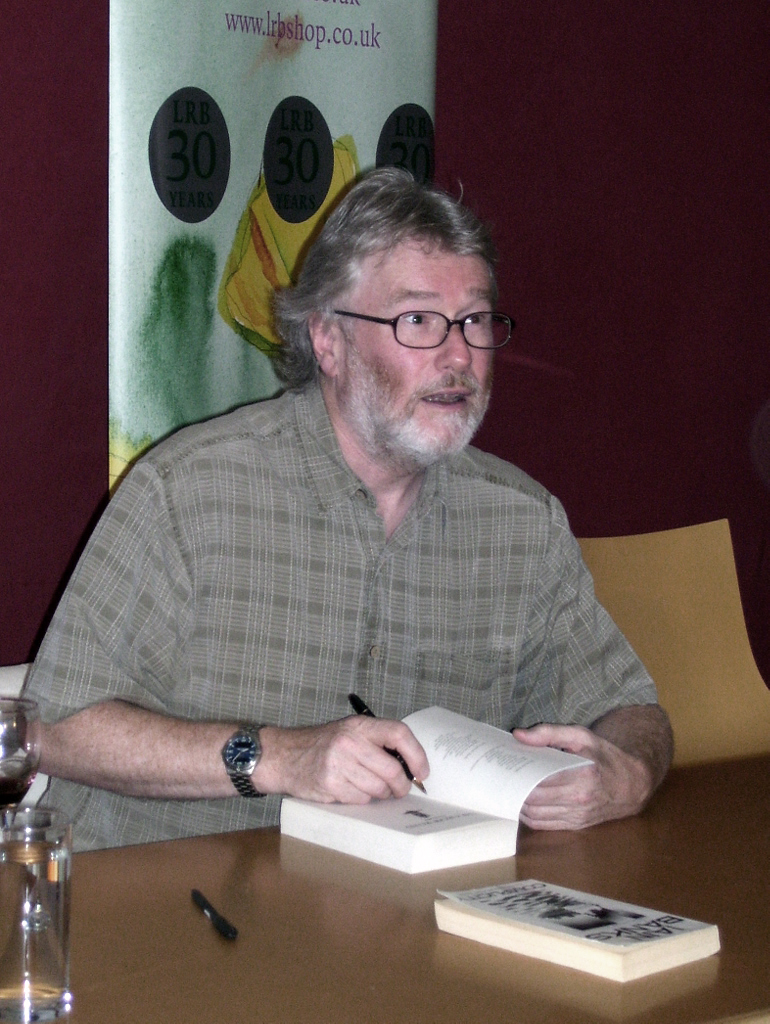
Iain Banks la Festivalul internaţional de carte din Edinburgh, 18 august 2009

Până la moartea sa, survenită în iunie 2013, Banks a publicat 26 de romane. Al 27-lea roman, The Quarry, a apărut postum. Ultima sa operă, o antologie de poezii, va fi lansată în 2015, în conformitate cu comentariie făcute de Banks despre poeziile sale într-un interviu din mai 2013: „Poeziile reprezintă o nevoie disperată de a da la o parte proiectele pe termen lung. Mi-aș dori să pot publica o carte cu poezii înainte să dau ortu' popii. Am vreo 50 de care sunt mândru.”

### Radio și televiziune
Banks a fost subiectul documentarului de televiziune The Strange Worlds of Iain Banks South Bank Show (1997), care studia scrierile sale mainstream și a participat ca invitat la ultimul episod al spectacolului radiofonic al lui Marc Riley Rocket Science, difuzat de BBC Radio 6 Music. O adaptare radiofonică a povestirii The State of the Art a fost difuzată de BBC Radio 4 în 2009, cu un scenariu de Paul Cornell și regizată de Nadia Molinari. În 1998, Espedair Street a prezentată în serial de Paul Gambaccini la Radio 4, sub forma unui documentar Radio 1.
În 2011, Banks a participat la programul BBC Radio 4 Saturday Live, unde și-a reafirmat ateismul și a explicat că moartea este o parte importantă „a totalității vieții”, ceea ce presupune că ar trebui tratată realist, nu cu teamă.
Banks a apărut în programul de televiziune Question Time al celor de la BBC, o emisiune de discuții pe teme politice. În 2006, Banks a condus spre victorie o echipă de scriitori în cadrul unei ediții speciale a emisiunii de la BBC Two University Challenge. Tot în 2006 a câștigat una dintre edițiile emisiunii Celebrity Mastermind de la BBC One, subiectul de specialitate ales de el fiind „Whisky-ul de malț și distileriile scoțiene”.
Ultimul său interviu cu Kirsty Wark a fost difuzat de către BBC2 Scotland miercuri, 12 iunie 2013, sub titlul Iain Banks: Raw Spirit.

### Teatru
Banks a fost implicat în realizarea piesei de teatru The Curse of Iain Banks, scrisă de Maxton Walker și prezentată în 1999 la festivalul Edinburgh Fringe. Banks a scris muzica pentru unele dintre melodiile piesei și a colaborat cu compozitorul coloanei sonore, Gary Lloyd, cel care realizase anterior un muzical după romanul lui Banks The Bridge. Lloyd a vorbit despre colaborarea sa cu Banks într-un articol din Guardian apărut înaintea reprezentației spectacolului The Curse of Iain Banks:
„Când [Banks] mi le-a cântat pentru prima oară, cred că-și făcea griji că nu sunt prea bune (unele dintre ele datau din 1973 și nu fuseseră ascultate niciodată). N-avea pentru ce să se îngrijoreze. Sunt fantastice. Lucrăm din greu ca să aducem melodiile la stadiul în care să putem intra în studio și să realizăm un demo. Iain compune melodiile pe Mac-ul său de ultimă generație din Edinburgh și mi le trimite în Chester, unde eu le trec pe Atari-ul meu.”

## Politică
Poziția politică a lui Banks a fost descrisă ca fiind „de centru-stânga”, scriitorul fiind asociat onorific al Societății Seculare Național și susținător al Societății Umaniste din Scoția. Ca semnatar al Declarației de la Calton Hill, a sprijinit deschis independența Scoției. În noiembrie 2012, Banks a sprijinit grupul de campanie format după Conferința Radicală de Independență ținută în acea lună. El a explicat că mișcarea pentru independența Scoției este motivată de cooperare și „pare mai comunitară decât consensul exprimat de populația britanică în întregul ei”.
Către sfârșitul anului 2004, Banks a devenit membru al unui grup de politicieni și oameni de presă britanici a cărui menire era acuzarea primului ministru Tony Blair pentru invazia Irakului din 2003. Banks și-a exprimat îngrijorarea cu privire la invadarea Irakului în cartea sa Raw Spirit, iar protagonistul romanului The Steep Approach to Garbadale combate alt personaj cu argumente similare.
În 2010, Banks a cerut un boicot cultural și educațional împotriva Israelului în urma incidentelor din fâșia Gaza. Într-o scrisoare trimisă ziarului The Guardian, Banks a declarat că i-a cerut agentului său să refuze orice traducere ulterioară a operelor sale în Israel:
„Apeluri la rațiune, legi internaționale, rezoluții ale Națiunilor Unite și simpla decență umană nu înseamnă - este evident - nimic pentru Israel... I-aș îndemna pe toți scriitorii, artiștii și alte persoane din sfera artistică, precum și pe acei academicieni angajați în proiecte educaționale cu Israelul, să nu precupețească niciun efort pentru a lămuri Israelul în legătură cu degradarea sa morală și izolarea etică, de preferat refuzând să mai aibă de-a face cu acest stat proscris.”
Un fragment din contribuția lui Banks la volumul Generation Palestine: Voices from the Boycott, Divestment and Sanctions Movement, intitulată "Our People", a apărut în The Guardian în perioada în care acesta a aflat că este bolnav de cancer. Fragmentul exprimă sprijinul autorului pentru campania de boicotare și sancțiuni demarată de societatea civilă palestiniană împotriva Israelului, începută în 2005 și menită să dureze până la conformarea țării în fața legilor internaționale și a drepturilor palestinienilor. Banks trasează o paralelă cu regimul de apartheid din Africa de Sud și reconfirmă boicotarea drepturilor de publicare a romanelor sale de către editurile din Israel, explicând că „nu cumpăr produse sau mâncare israeliană și - împreună cu partenerii mei - încerc să promovez produsele palestinene oriunde se poate”."

## Viața personală
Banks și-a întâlnit prima soție,Annie, în Londra, înaintea lansării primei sale cărți din 1984. Cuplul a locuit în sudul Angliei la Faversham, despărțindu-se în 1988. Banks a revenit la Edinburgh. Cei doi s-au reunit ulterior și s-au mutat în Fife, căsătorindu-se în 1992 în Hawaii. În 2007, după 15 ani de căsnicie, cei doi au anunțat că se separă.
În 1998 Banks a ieșit cu mașina de pe carosabil, incident care era să-i fie fatal. În februarie 2007, Banks și-a vândut valoroasa colecție de mașini, care cuprindea, printre altele, un Porsche Boxster, un Porsche 911 Turbo, un Jaguar Mark II, un BMW M5 și un Land Rover Defender diesel modificat. El a schimbat toate aceste vehicule pe un Lexus RX 400h hibrid – înlocuit ulterior cu o Toyota Yaris diesel – și a declarat că, în viitor, va mai zbura doar când va fi imperios necesar.
Banks a locuit în North Queensferry, în nord de Firth of Forth, împreună cu autoarea și fondatoarea festivalului de film Dead by Dawn Adele Hartley. Relația celor doi a început în 2006, iar căsătoria a avut loc pe 29 martie 2013, după ce el i-a cerut „să-i facă onoarea de a deveni văduva lui”.

### Boala și decesul
Pe 3 aprilie 2013, Banks a anunțat pe site-ul său că a fost diagnosticat cu cancer în fază terminală la vezica biliară și că mai are de trăit mai puțin de un an. În anunț, Banks declara că va renunța la toate angajamentele publice, iar The Quarry va fi ultimul său roman. Data publicării acestui roman a fost devansată la cererea autorului pentru 20 iunie 2013 în ceea ce privește Marea Britanie și 25 iunie 2013 în SUA. Banks a decedat pe 9 iunie 2013.

### Omagii
Editorul lui Banks a declarat că autorul reprezintă „o parte de neînlocuit a lumii literare”, sentiment întărit de autorul scoțian și prieten din ciclul gimnazial cu Banks Ken MacLeod, care a observat că moartea acestuia „a lăsat un gol uriaș pe scena literară scoțiană și în lumea vorbitorilor de limbă engleză, în general”. Autorul britanic Charles Stross a scris că „unul dintre giganții literaturii scoțiene din secolele al XX-lea și al XXI-lea a părăsit clădirea”. Autori ca Neil Gaiman, Ian Rankin, Alastair Reynolds și David Brin l-au omagiat de asemenea pe Banks în blogurile lor și cu alte prilejuri
Asteroidul (5099) Iainbanks a fost denumit după el la puțin timp după deces.

## Premii și nominalizări
Iain Banks a fost nominalizat la și a primit următoarele premii literare:
- 1988 - nominalizare la premiul BSFA pentru The Player of Games
- 1990 - nominalizare la premiul BSFA pentru Use of Weapons
- 1991 - nominalizare la premiul Arthur C. Clarke pentru Use of Weapons[50]
- 1991 - câștigător al premiului Kurd-Laßwitz-Preis pentru roman străin cu The Bridge[51]
- 1992 - câștigător al premiului Kurd-Laßwitz-Preis pentru roman străin cu The Wasp Factory[51]
- 1993 - câștigător al premiului Kurd-Laßwitz-Preis pentru roman străin cu Use of Weapons[51]
- 1994 - câștigător al premiului BSFA cu Feersum Endjinn
- 1994 - nominalizare la premiul Locus pentru Against a Dark Background
- 1996 - câștigător al premiului BSFA cu Excession
- 1997 - grad onorific al Universității St. Andrews[52]
- 1997 - doctorat onorific al Universității Stirling[53]
- 1997 - nominalizare la premiul British Fantasy pentru Excession
- 1998 - nominalizare la premiul BSFA pentru Inversions
- 1998 - câștigător al premiului Kurd-Laßwitz-Preis pentru roman străin cu Excession[51]
- 2001 - nominalizare la premiul Locus pentru Look to Windward
- 2004 - câștigător al premiului Italia Science Fiction la secțiunea cel mai bun roman internațional cu Inversions (winner)}}[54]
- 2005 - nominalizare la premiul Hugo pentru The Algebraist[55]
- 2005 - nominalizare la premiul Locus pentru The Algebraist
- 2009 - locul doi la premiul Locus pentru Matter
- 2009 - nominalizare la premiul Prometheus pentru Matter[56]
- 2010 - doctorat onorific Open University[57]
- 2010 - finalist la premiul John W. Campbell Memorial pentru Transition
- 2010 - nominalizare la premiul Locus pentru Transition
- 2011 - nominalizare la premiul Locus pentru Surface Detail
- 2013 - membru onorific al Asociației pentru Studii Literare Scoțiene[58]

## Lista romanelor

### Scrise ca Iain Banks
- 1984 - The Wasp Factory
- 1985 - Walking on Glass

ro. Pași pe sticlă, traducere de Traian Bratu, editura Nemira, colecția Babel, 2007, ISBN 978-973-143-093-5
- 1986 - The Bridge
- 1987 - Espedair Street
- 1989 - Canal Dreams
- 1992 - The Crow Road
- 1993 - Complicity
- 1995 - Whit
- 1997 - A Song of Stone
- 1999 - The Business
- 2002 - Dead Air
- 2007 - The Steep Approach to Garbadale
- 2009 - Transition
- 2012 - Stonemouth
- 2013 - The Quarry

### Scrise ca Iain M. Banks
Seria Cultura
- 1987 - Consider Phlebas

ro. Spectrul lui Phlebas, traducerea Roxana Brînceanu, editura Nemira, colecția Nautilus SF, București 2007, ISBN 978-973-143-089-8
- 1988 - The Player of Games

ro. Jucătorul total, traducerea Gabriel Stoian, editura Nemira, colecția Nautilus SF, București, iulie 2016, ISBN 978-606-758-528-5
- 1990 - Use of Weapons

ro. Folosirea armelor, traducerea Gabriel Stoian, editura Nemira, colecția Nautilus SF, București, aprilie 2017, ISBN 978-606-758-623-7
- 1996 - Excession
- 1998 - Inversions
- 2000 - Look at the Windward
- 2008 - Matter
- 2010 - Surface Detail
- 2012 - The Hydrogen Sonata

Alte romane
- 1993 - Against a Dark Background
- 1994 - Feersum Endjinn
- 2004 - The Algebraist

Culegeri de povestiri
- 1991 - The State of the Art - include 3 povestiri din universul Culturii și opere de ficțiune caracteristice celor publicate sub numele Iain Banks.
- 2010 - The Spheres - ediție limitată de 500 de exemplare care include 'The Spheres', extrasă din manuscrisul original Transition și 'The Secret Courtyard', extrasă din Matter.

### Non-ficțiune
- 2003 - Raw Spirit